# Lissac-et-Mouret
Lissac-et-Mouret är en kommun i departementet Lot i regionen Occitanien i södra Frankrike. Kommunen ligger i kantonen Figeac-Ouest som tillhör arrondissementet Figeac. År 2022 hade Lissac-et-Mouret 943 invånare.

## Befolkningsutveckling
Antalet invånare i kommunen Lissac-et-Mouret
| Referens: INSEE |